# Lars Levi Laestadius
Lars Levi Læstadius (Arjeplog, Suecia, 10 de enero de 1800-21 de febrero de 1861) fue un pastor luterano sueco, con ancestros paternos del pueblo lapón. Desde mediados de los 1840s fue líder del Movimiento Laestadiano. También fue escritor, abstemio absoluto y destacado botánico.

## Primeros años
Laestadius nació en la Laponia sueca, cerca de Arjeplog en la parte montañosa occidental de la provincia de Norrbotten, la provincia más norteña de Suecia. Su padre proveía a la familia con caza, pesca y alquitrán vegetal. Era una familia pobre, pero con la ayuda de un hermanastro que era pastor en Kvikkjokk, Lars Levi pudo matricularse en la Universidad de Upsala en 1820, siendo un brillante estudiante. Debido a su interés en la botánica, fue nombrado asistente en el Departamento de Botánica mientras seguía estudiando Teología. Fue ordenado ministro luterano en 1825 por el obispo de Härnösand, Erik Abraham Almquist.
Su primera parroquia fue en Arjeplog, Laponia, y luego trabajó como misionero regional en el Distrito de Pite. De 1826 a 1849 fue vicario en la parroquia de Karesuando de Laponia, y seguidamente sirvió en la parroquia de Pajala en Norrbotten desde 1849 hasta su deceso. Antes de mudarse a Karesuando, se casó con una mujer lapona, Brita Cajsa Alstadius, y juntos tuvieron doce hijos.
Agregado a sus deberes pastorales, continúa con su interés en botánica, y escribe y publica un número de artículos sobre la vida de las plantas en Laponia. También sirvió como botánico en la La Recherche Expedition francesa: una expedición de estudios a Samiland (1838-40). En la documentación que presentó para ir con la expedición, escribe una extensa pieza de la mitología lapón titulado Fragments of Lappish Mythology; que no sería publicado en los expresos papeles de la expedición, y por muchos años ese manuscrito estuvo perdido. Y varias partes del manuscrito se descubrieron entre 1933 a 1946.
Al tiempo del arribo de Laestadius, Karesuando era una plaza con impresionante miseria y alcoholismo. La lengua materna de Laestadius era sueca pero hablaba también en idioma lapón. Luego de un año en Karesuando, ya hablada finés y lapón norteño; y usualmente hablaba en sus sermones en finés desde que era el más expandido idioma en el área, aunque en ocasiones también predicaba en el idioma lapón norteño y en sueco.
Hacia 1833 sufre de una dolencia diagnosticada primero como neumonía. Sin embargo, logró recuperarse.
Se presentó para rendir para la posición de dean en Pajala. Para completar los requisitos necesitó complementar sus exámenes en Härnösand, haciéndolo en 1849, y fue dean en Pajala e inspector de las parroquias de Laponia.
La resistencia radical de Laestadius a la moral y a la ética cristiana, junto con su enemistad con los demás párrocos y su parafernalia de pecados, fue dura en Pajala y el obispo decidió en 1853 que dos iglesias a su servicio se separaran, una para los laestadianos y la otra para los otros. Esto hizo decir que el Laestadianismo, la revisión religiosa nombrada en su honor, se convirtiera en un movimiento con sus propias leyes, aunque permaneció dentro y nunca se separó de la Iglesia de Suecia. Cuando Laestadius fallece en 1861, fue sucedido por el Rev. Johan Raattamaa como líder del movimiento laestadiano.
Laestadius encuentra una mujer lapona llamada Milla Clementsdotter de Föllinge, en la municipalidad de Krokom, en Jämtland durante un tour de inspección en 1844, a Åsele en Laponia sueca. Ella desarrolló un movimiento de revivir marcado por influencias del pietismo y de la Hermandad de Moravia, y liderados por el pastor Pehr Brandell de la parroquia de Nora en la municipalidad de Kramfors en Ångermanland. Ella habló con Laestadius acerca de sus experiencias en sus jornadas hacia una creencia vivencial. Fue un importante encuentro para Laestadius, debido a que, primero entendió el secreto de la fe vivencial. Así tuvo una experiencia religiosa, escribiendo más tarde que había tenido una última visión del camino hacia la vida eterna. Sus sermones adquirieron, en sus propias palabras, "una nueva clase de color" por la cual la gente comenzó a responder. El movimiento se expandió rápidamente en Suecia, Finlandia, y Noruega. Laestadius se basó para sus sermones en la Biblia.

## La expedición Recherche (1838-1840)
Fue invitado por el Almirantazgo francés a participar en la La Expedición Investigativa de 1838 a 1840. Así fue reconocido por sus conocimientos en botánica y en idioma lapón (Sami) que la expedición necesitaba de un perito. Laestadius fue una guía de campo para recorrer las islas y el interior del norte de Noruega y de Suecia, estudiando tanto flora como la cultura de los habitantes lapones. Durante ese proyecto y también mucho después, Laestadius comenzó con su manuscrito: Fragments of Lappish Mythology (Fragmentos de Mitología Lapona) describiendo creencias tradicionales religiosas que serían históricas debido al programa de cristianización para esa fecha. Por varias razones, ese manuscrito solo se publicó en 1997, más de ciento cincuenta años después de la expedición.
Debido a su participación en esa expedición, Laestadius recibió la Medalla de honor de la "Legión de Honor de Francia" hacia 1841, siendo el primer escandinavo en recibir ese honor.

## Botánica
Laestadius desarrolló su primer viaje botánico como un estudiante. Más tarde la Royal Swedish Academy of Sciences le solventó una expedición a Skåne y a Laponia sueca para estudiar y realizar ilustraciones de plantas, que serían luego usadas en obras de la botánica de Suecia. Fue internacionalmente reconocido como botánico y fue miembro de la Edinburgh Botanical Society y de la Sociedad real de Ciencia de Upsala.

## Honores

### Eponimia
Especies, e.g.
- Salix laestadiana Hartm.
- Carex laestadii Holmb.
- Papaver laestadianum Nordh.[4]
- Arnica alpina laest

Y Lars Levi Læstadius nombró numerosas especies:
List of plants named by Laestadius in IPNI